# سمية الخنة
سمية الخنة (17 يوليو 1974 -)، مذيعة وممثلة بحرينية.

## عن حياتها
متزوجة من المخرج غافل فاضل، عرفها الجمهور الخليجي عبر تلفزيون الكويت، بداياتها كانت عبر عروض الأزياء، واستمرت في هذا المجال لمدة خمس سنوات، عملت بعدها كمذيعة، لتنتقل إلى التمثيل.
قدمت أول عمل لها عام 1988 تحت عنوان «فتاة أخرى» والذي قدمته مع المذيعة المعتزلة «أماني محمد».

## أعمالها

### من المسلسلات
- فتاة آخرى.
- السراج.
- أولاد بوجسوم.
- حامض حلو.
- الكلمة الطيبة.
- بيت تسكنه سمرة.
- الديرة نت.
- الوهم - سهرة تلفزيونية.
- طاش ما طاش - الموسم الثامن.
- الحب يأتي متأخرا.
- بقدر ما تحمله النفوس.
- بيوت من ثلج.
- مدينة الأمان.
- بيت بو نشمي.
- للحياة وجه آخر.
- صور من الحياة.
- دار الزين.
- الإختيار الصعب.
- بيت من ورق.
- بعد منتصف الخوف.
- شوف الدنيا.
- يا صديقي.

## وصلات خارجية
- سمية الخنة على موقع قاعدة بيانات الأفلام العربية